# Gramado

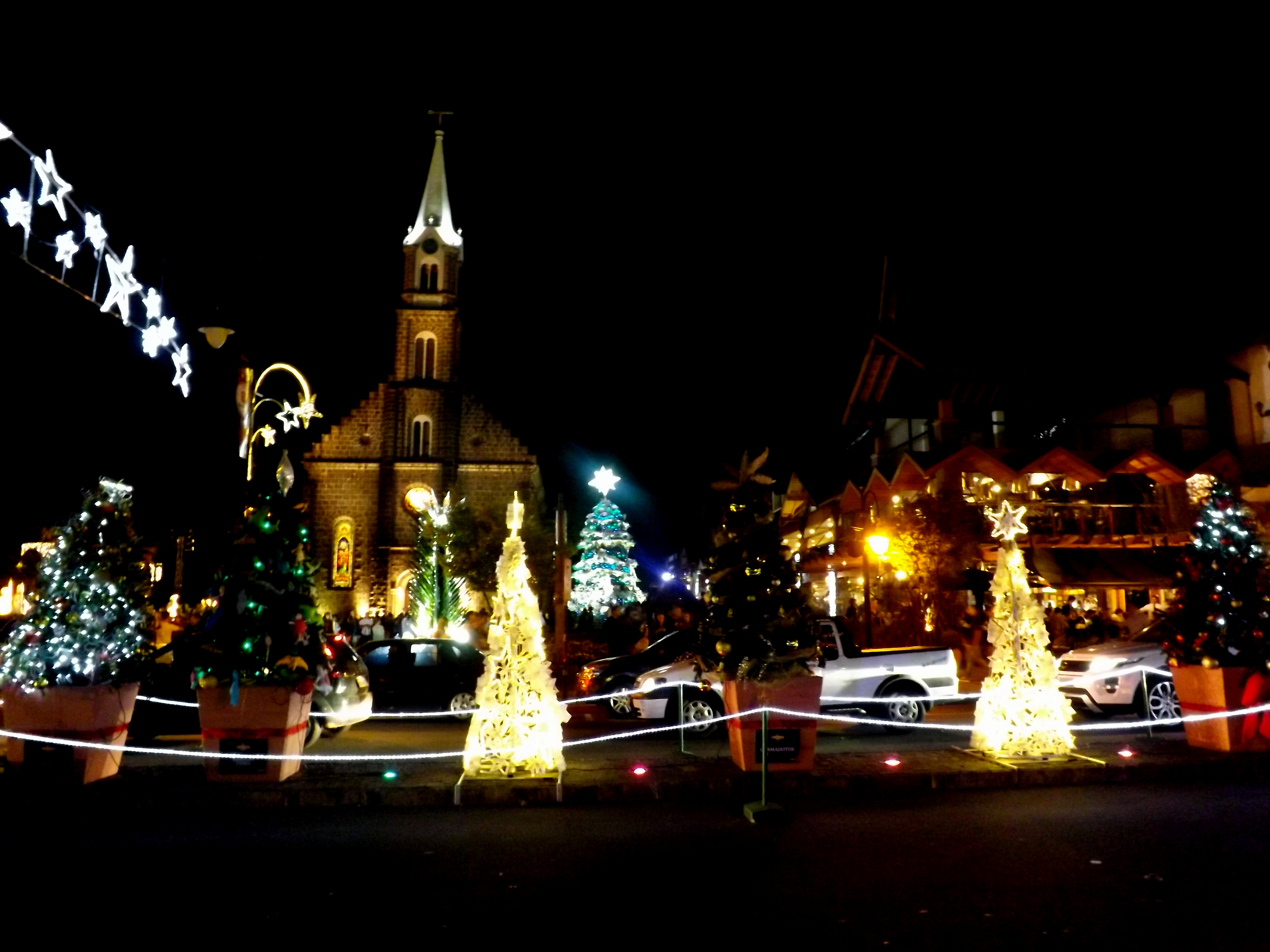
Gramado durante il Natale

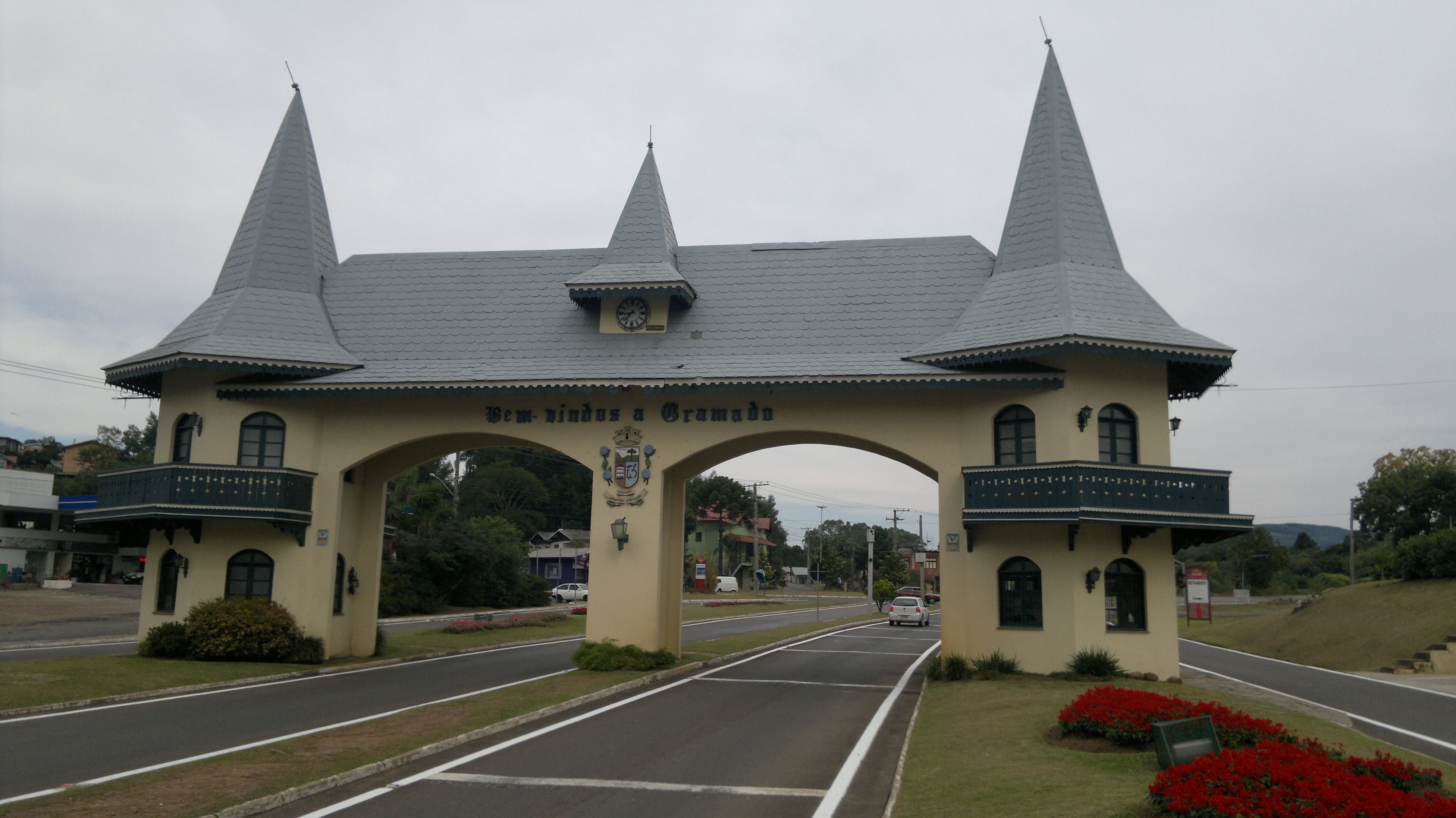
Portico d'ingresso alla città

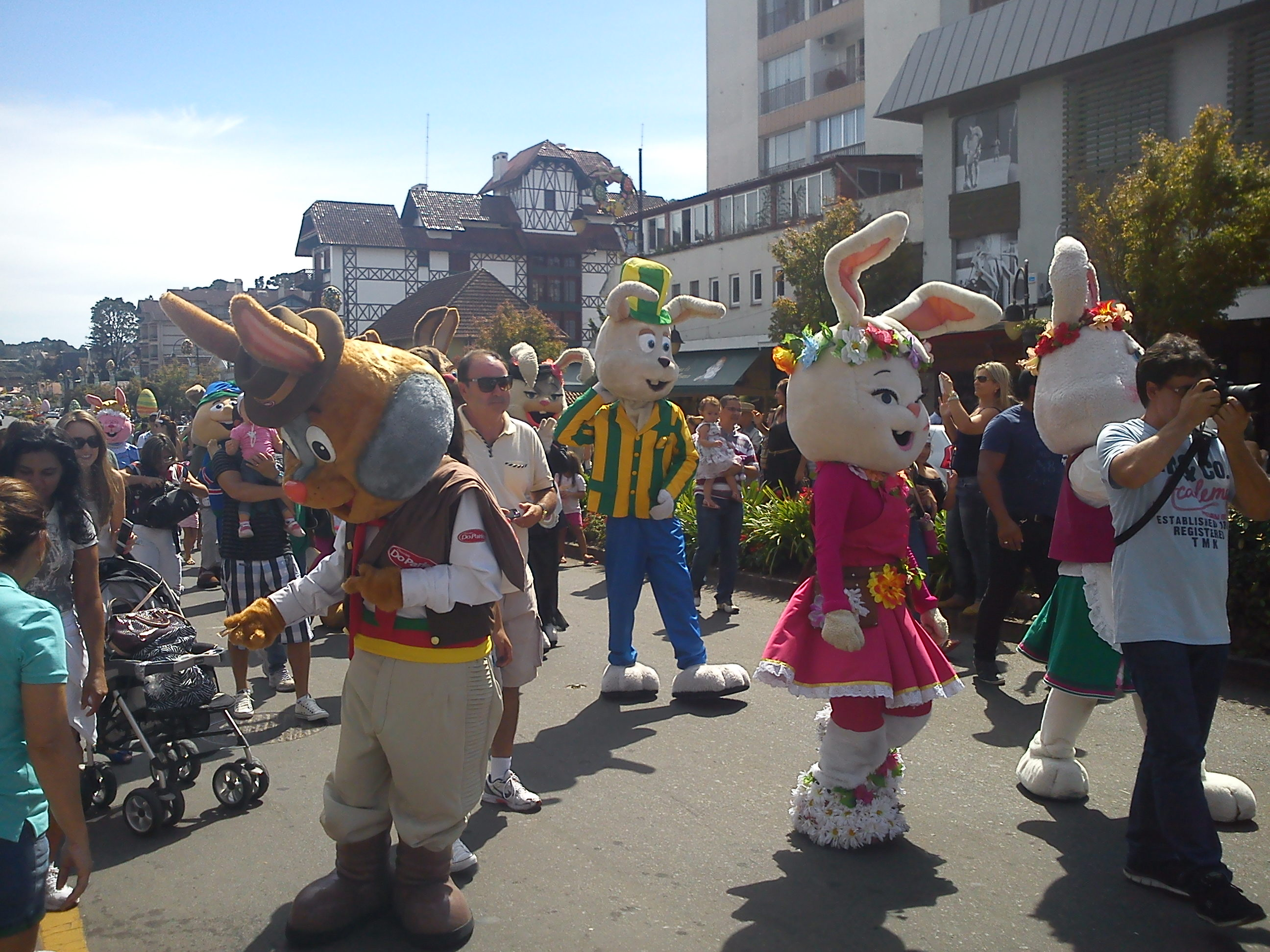
Chocofest durante la Pasqua. La città ha dozzine di fabbriche di cioccolato artigianale, con negozi di cioccolato sparsi in tutta la regione

Gramado è un comune del Brasile nello Stato del Rio Grande do Sul, parte della mesoregione Metropolitana de Porto Alegre e della microregione di Gramado-Canela.